# Sierra de Perijá
La Sierra del Perijá o Serranía del Perijá è la catena montuosa più settentrionale delle Ande, localizzata nell'estremo nord della Colombia. Rappresenta l'estensione settentrionale della Cordillera Oriental ed è altresì noto, soprattutto nella sua regione meridionale, come il Serranía de Motilones, e comprende altri sistemi montuosi, come le montagne di Valledupar e le montagne di Oca.
Segna il confine tra Colombia e Venezuela, e più precisamente tra i dipartimenti colombiani di Norte de Santander, Cesar e La Guajira ad ovest, con lo Stato venezuelano di Zulia a est. Le pendici orientali sovrastano il Lago di Maracaibo e sono comprese nel bacino idrografico del fiume Catatumbo. Le pendici occidentali corrispondono principalmente al bacino del fiume Cesar, affluente del Magdalena, e del fiume Ranchería che sfocia direttamente nel Mar dei Caraibi.